# 36 (број)
36 је број, нумерал и име глифа који предтсавља тај број. 36 је природан број који се јавља после броја 35, а претходи броју 37.

## У математици
- Је квадрат броја 6
- Је број степени у свим унутрашњим угловима правилног пентаграма

## У науци
- Је атомски број криптона
- Је број инча у једној јарди
- Многи првобитни рачунари су радили са 36-битном дужином података

## Остало
- Је међународни позивни број за Мађарску[1]